# Pulitzer-Preis/Investigativer Journalismus
Der Pulitzer-Preis für investigativen Journalismus wird seit 1953 unter verschiedenen Bezeichnungen vergeben.
- 1953 bis 1963 hieß die Kategorie „Pulitzer Preis für den lokalen Bericht, keine Ausgabe-Zeit“ (Pulitzer Prize for Local Reporting, No Edition Time).
- 1964 bis 1984 hieß die Kategorie „Pulitzer Preis für lokalen investigativ spezial Journalismus“ (Pulitzer Prize for Local Investigative Specialized Reporting).

## Liste der Preisträger

### Pulitzer Prize for Investigative Reporting

#### 2020–2029
- 2024: Hannah Dreier von The New York Times für eine Serie über Kinderarbeit bei Migranten in den Vereinigten Staaten
- 2023: Mitarbeiter von The Wall Street Journal („Für die scharfe Berichterstattung über finanzielle Interessenkonflikte unter Beamten von 50 Bundesbehörden, die Aufdeckung derjenigen, die von ihnen regulierte Aktien gekauft und verkauft haben, und anderer ethischer Verstöße durch Personen, die mit der Wahrung der Interessen der Öffentlichkeit beauftragt sind.“)
- 2022: Corey G. Johnson, Rebecca Woolington und Eli Murray von Tampa Bay Times

- 2021: Matt Rocheleau, Vernal Coleman, Laura Crimaldi, Evan Allen und Brendan McCarthy von The Boston Globe
- 2020: Brian M. Rosenthal von The New York Times

#### 2010–2019
- 2019: Matt Hamilton, Harriet Ryan und Paul Pringle von der Los Angeles Times
- 2018: The Washington Post
- 2017: Eric Eyre, Charleston Gazette-Mail
- 2016: Leonora LaPeter Anton und Anthony Cormier, Tampa Bay Times und Michael Braga, Sarasota Herald-Tribune
- 2015: Mitarbeiter des The Wall Street Journal; Eric Lipton von der The New York Times
- 2014: Chris Hamby vom The Center for Public Integrity
- 2013: David Barstow und Alejandra Xanic von Bertrab, The New York Times
- 2012: Matt Apuzzo, Adam Goldman, Eileen Sullivan und Chris Hawley, Associated Press
- 2011: Paige St. John, Sarasota Herald-Tribune
- 2010: Barbara Laker und Wendy Ruderman, Philadelphia Daily News; Sheri Fink, ProPublica in Zusammenarbeit mit The New York Times Magazine

#### 2000–2009
- 2009: David Barstow; The New York Times
- 2008: (zwei Gewinner) Walt Bogdanich und Jake Hooker; The New York Times und The Chicago Tribune Staff
- 2007: Brett Blackledge, Birmingham (Ala.) News
- 2006: Susan Schmidt, James V. Grimaldi und R. Jeffrey Smith, The Washington Post
- 2005: Nigel Jaquiss von Willamette Week, Portland, Oregon,
- 2004: Michael D. Sallah, Joe Mahr und Mitch Weiss, Toledo Blade,
- 2003: Clifford J. Levy, The New York Times,
- 2002: Sari Horwitz, Scott Higham und Sarah Cohen, The Washington Post,
- 2001: David Willman, Los Angeles Times,
- 2000: Sang-Hun Choe, Charles J. Hanley und Martha Mendoza, Associated Press,

#### 1990–1999
- 1999: The Miami Herald Mitarbeiter,
- 1998: Gary Cohn and Will Englund, The Baltimore Sun,
- 1997: Eric Nalder, Deborah Nelson und Alex Tizon, The Seattle Times,
- 1996: The Orange County Register Mitarbeiter,
- 1995: Stephanie Saul und Brian Donovan, Newsday,
- 1994: Providence Journal-Bulletin (Rhode Island) Mitarbeiter,
- 1993: Jeff Brazil und Steve Berry, Orlando Sentinel (Florida),
- 1992: Lorraine Adams und Dan Malone, The Dallas Morning News,
- 1991: Joseph T. Hallinan und Susan M. Headden, The Indianapolis Star,
- 1990: Lou Kilzer und Chris Ison, Minneapolis-St. Paul Star Tribune,

#### 1984–1989
- 1989: Bill Dedman, Atlanta Journal and Constitution,
- 1988: Dean Baquet, William C. Gaines und Ann Marie Lipinski, Chicago Tribune,
- 1987: Daniel R. Biddle, H.G. Bissinger und Fredric N. Tulsky, The Philadelphia Inquirer,
- 1986: Jeffrey A. Marx and Michael M. York, Lexington Herald-Leader (Kentucky),
- 1985: Lucy Morgan und Jack Reed, St. Petersburg Times (Florida),
- 1985: William K. Marimow, The Philadelphia Inquirer,

### Pulitzer Prize for Local Investigative Specialized Reporting

#### 1980–1984
- 1984: Kenneth Cooper, Joan Fitz Gerald, Jonathan Kaufman, Norman Lockman, Gary McMillan, Kirk Scharfenberg und David Wessel, Boston Globe,
- 1983: Loretta Tofani, The Washington Post,
- 1982: Paul Henderson, Seattle Times,
- 1981: Clark Hallas und Robert B. Lowe, Arizona Daily Star,
- 1980: Stephen A. Kurkjian, Alexander B. Hawes Jr., Nils Bruzelius, Joan Vennochi und Robert M. Porterfield, Boston Globe,

#### 1970–1979
- 1979: Gilbert M. Gaul und Elliot G. Jaspin, Pottsville Republican (Pennsylvania),
- 1978: Anthony R. Dolan, Stamford Advocate,
- 1977: Acel Moore und Wendell Rawls Jr., The Philadelphia Inquirer,
- 1976: Mitarbeiter der Chicago Tribune,
- 1975: Indianapolis Star,
- 1974: William Sherman, New York Daily News,
- 1973: The Sun Newspapers Of Omaha,
- 1972: Timothy Leland, Gerard M. O’Neill, Stephen A. Kurkjian und Ann Desantis, Boston Globe,
- 1971: William Jones, Chicago Tribune,
- 1970: Harold Eugene Martin, Montgomery Advertiser and Alabama Journal,

#### 1964–1969
- 1969: Albert L. Delugach und Denny Walsh, St. Louis Globe-Democrat,
- 1968: J. Anthony Lukas, The New York Times,
- 1967: Gene Miller, Miami Herald,
- 1966: John Anthony Frasca, Tampa Tribune,
- 1965: Gene Goltz, Houston Post,
- 1964: James V. Magee, Albert V. Gaudiosi und Frederick Meyer, Philadelphia Bulletin,

### Pulitzer Prize for Local Reporting, No Edition Time

#### 1960–1963
- 1963: Oscar Griffin, Jr., Pecos Independent and Enterprise,
- 1962: George Bliss, Chicago Tribune,
- 1961: Edgar May, Buffalo Evening News,
- 1960: Miriam Ottenberg, Evening Star (Washington, D.C.),

#### 1953–1959
- 1959: John Harold Brislin, Scranton Tribune und Scrantonian,
- 1958: George Beveridge, Evening Star (Washington, D.C.),
- 1957: Wallace Turner und William Lambert, Portland Oregonian,
- 1956: Arthur Daley, The New York Times,
- 1955: Roland Kenneth Towery, Cuero Record (Texas),
- 1954: Alvin Scott McCoy, Kansas City Star,
- 1953: Edward J. Mowery, New York World-Telegram & Sun,